# Batalla de Ramla (1102)
La batalla de Ramla del 1102 fou la segona batalla entre l'exèrcit croat i l'exèrcit musulmà del Califat Fatimita d'Egipte en la rodalia de Ramla. El resultat fou una terrible derrota dels croats, que només salvaren el reialme quan les tropes egípcies es desplaçaren a Jaffa i gràcies a l'arribada de nous reforços croats. Aquesta no seria la darrera de les batalles lliurades a Ramla.

## Context
La ciutat de Ramla estava en la ruta entre Jerusalem i Ascaló, la primera era la capital del regne homònim creat el 1099, mentre que la segona era la fortalesa més gran dels fatimites en la regió de Palestina. Des d'Ascaló, el visir al-Àfdal ibn Badr al-Jamalí, llançava atacs gairebé anualment cap als seus veïns cristians. No era el primer cop que els dos exèrcits es trobaven a Ramla.
Els exèrcits egipcis d'aquella època estaven formats per un gran nombre d'arquers d'origen sudanès més grups de cavalleria àrab i amaziga. Com que els arquers anaven a peu i els que anaven a cavall atacaven amb llances i espases, l'exèrcit egipci era justament el tipus d'objectiu immòbil en què la cavalleria pesant hàbil de l'exèrcit croat podia lluir les seves habilitats. Mentre que els croats havien après a sentir respecte per les tàctiques d'assetjament i encerclament dels arquers a cavall turcs, tenien poca temor de l'efectivitat de les tropes egípcies. Si bé aquesta vegada l'excès de confiança va dur a una gran derrota, el resultat més freqüent era que els fatimites fossin els perdedors. Els francs, fins a l'arribada al poder de Saladí, no van témer als egipcis, no de la mateixa manera com quan s'enfrontaven als musulmans de Síria o als de Mesopotàmia.

## Batalla
Malgrat la derrota dels croats en la batalla anterior en aquest mateix lloc, feia un any, al-Àfdal estava preparat per l'atac i havia aplegat uns 20.000 soldats, que estaven comandats pel seu fill Xàraf al-Maalí. El rei Balduí I de Jerusalem estava a Jaffa quan li arribaren notícies que un contingent de fatimites havia sortit per destruir el que en quedava de l'expedició croada del 1101. Guillem d'Aquitània ja havia tornat al seu país, però altres com Esteve I d'Anglaterra i el comte Esteve I de Borgonya, s'havien vist obligats a quedar-se perquè els vaixells no podien salpar a causa del mal temps i, mentrestant estaven disponibles per ajudar Balduí en la batalla. Balduí no envià guaites per obtenir informació exacta, i subestimà el nombre de soldats que s'aproximava. Pensà que només es tractava d'un petit grup i sortí al seu encontre amb només dos-cents cavallers i sense cap infanteria.
Quan s'adonà del seu error ja era massa tard per canviar de plans i fugir. Balduí i la seva tropa foren envestits i molts van ser morts ràpidament al primer atac, tot i que Balduí i alguns més van poder-se parapetar en la torre de Ramla. Balduí decidí que no li quedava més opció que fugir aprofitant la foscor de la nit, amb el suport d'un cavaller anomenat Hug de Brulis, que ja no és esmentat en cap altra ocasió. Balduí passà els dos dies següents evadint els grups de fatimites que el cercaven fins que arribà exhaust, afamat i assedegat al port d'Arsuf el 19 de maig .
La situació de la resta de cavallers amagats a la torre de Ramla empitjorà quan els fatimites atacaren la ciutat el matí després de la fugida de Balduí. Llavors l'exèrcit fatimí atacà la torre minant els seus murs i llançant boles de foc perquè no poguessin respirar amb el fum. Després d'un dia de desesperada resistència decidiren llançar un darrer atac suïcida contra els assetjants. Gairebé tots moriren a l'acte, també Esteve d'Anglaterra que finalment recobrà l'honor perdut per haver desertat en el setge d'Antioquia, uns anys abans. Tanmateix, Conrad I d'Alemanya, conestable de l'emperador Enric IV del Sacre Imperi Romanogermànic lluità tan valentament que, abans de morir, posà fia a la vida de molts que se li acostaven, i els ho posà tan difícil que els fatimites li oferiren perdonar-lo si se rendia.

## Després de la batalla
Havent-se recuperat a Arsuf, Balduí envià un vaixell pirata anglès a trencar el bloqueig que els fatimites havien posat al port de Jaffa i al mateix temps envià una tropa de vuitanta cavallers, comandada per Hug de Fauquembergues a provar de trencar el setge per terra. El victoriós Xàraf al-Maalí havia envoltat la ciutat, donava per suposat que l'exèrcit croat estava acabat i que el rei hauria mort, i pensà que la capitulació de Jaffa seria inevitable. Per convèncer els ciutadans a rendir-se, el fatimites van fer passar el cadàver d'un cavaller anomenat Gerbod de Scheldewindeke, pel cos del rei Balduí, el mutilaren i deixaren els membres exposats davant la muralla. Sembla que els croats que defensaven Jaffa caieren en el parany i estaven ja preparant tot per abandonar quan arribà Balduí amb un exèrcit. Això descoratjà els musulmans i Xaraf ordenà la retirada, cosa que permeté a Baldwin organitzar un contraatac. La posició de Balduí s'havia reforçat amb l'arribada d'una flota naval de francesos i alemanys, amb els quals muntà un exèrcit de vuit-cents homes que sorprengué els egipcis. Entre les tropes fatimites sorgí la desconfiança en el seu líder i molts fugiren cap a Ascaló.
Tot i que Balduí reeixí en la defensa del seu reialme, el seu error de càlcul costà la vida de molts destacats cavallers, preu que el jove Regne de Jerusalem no es podia permetre. Les incursions dels fatimites continuaren passat un temps i els dos exèrcits es tornarien a enfrontar en una altra batalla a Ramla el 1105.